# Малебранш, Андрэ
Андре Мальбранш (28 ноября 1916 — 13 февраля 2013) — афро-гаитянская художница и преподавательница искусства. Её работы включены в коллекции «Музей искусства Гаити» и были отмечены правительством Гаити за ее вклад в развитие гаитянской живописи.

## Ранние годы
Андре Мальбранш родилась 28 ноября 1916 года в Порт-о-Пренсе, Гаити, в семье Клио (урожденная Лемэр) и Лелио Мальбранш. Её желание стать художником было необычным для ребёнка того времени, выросшего в обеспеченной семье, но с юных лет Мальбранш хотела научиться рисовать. В детстве Андре пережила Оккупацию Гаити Соединёнными Штатми Америки, что сильно повлияло на её желание преодолеть подавление африканского и гаитянского наследия. Получив начальное образование в частных школах, она поступила в Нормальную школу и окончила её в 1938 году. Поскольку её отец был назначен послом Гаити на Кубе, Мальбранш продолжила обучение в Гаване, получив в 1941 году степень бакалавра.

## Карьера
В год окончания учёбы Малебранш провела первую выставку в Порт-о-Пренсе, а в следующем году выставилась в Ведадо в лицее и теннисном клубе. Международная выставка стала одной из первых, на которой работы гаитянки были представлены за пределами страны. Малебранш также стала одной из соучредителей Центра искусств Гаити, наряду с Морисом Борно, Альбертом Мангонесом, Люсьеном Прайсом и Жоржем Ремпоно. С 1944 года Малебранш преподавала живопись и рисунок в Центре. В 1947 году она открыла свою первую выставку в США, проходящую в галерее на 44-й улице в Нью-Йорке.
В 1945 году по заказу Жеральда Блонкура и Джеймса Петерсона Мальбранш создала фрески для часовни Святой Марии Терезы в Петьонвиль. Это были одни из первых фресок, созданных на Гаити. На фреске «Святое семейство» она изобразила семью гаитянских крестьян, изображающих черную Мадонну, Иосифа и младенца Христа. Когда священник часовни сменился, преподобный Пуарье приказал уничтожить картину в 1960 году, так как считал, что в ней неуместны отсылки к расе и классу. В других её работах были представлены чернокожие женщины и женщины из числа коренного населения Кубы и Мексики, честно отражающие положение людей и трудности их жизни. Она избегала красочных экзотических сцен с рынками и музыкантами, вуду или героическими символами, вместо этого сосредотачиваясь на жизни бедных крестьян или городских женщин. Её палитра часто состояла из приглушенных оттенков серого и коричневого с темным фоном, на котором фигуры растворялись в черноте.
Как и многие женщины-художницы, Малебранш изо всех сил пыталась добиться признания, и, как и другие женщины своего времени, была исключена из книг, посвященных гаитянскому искусству. Поскольку в социальном плане существовало мнение о том, что женщины должны оставаться дома, ей пришлось создать уникальные места для демонстрации своего искусства и проводить выставки в таких местах, как магазины одежды, а не в художественных галереях. На протяжении своей карьеры Малебранш выставляла работы в Бразилии, Франции, Мексике и США. Большинство работ перешло в частные коллекции, хотя её картины находятся в постоянной коллекции «Музея искусства Гаити». В 2007 году Министерство по делам женщин Гаити установило ей мемориальную доску в знак признания вклада в развитие живописи на Гаити. Два года спустя она была удостоена «чести и достоинства» со стороны правительства.

## Смерть и наследие
Мальбранш умерла 13 февраля 2013 года в своем доме в Ла-Буле, пригороде Порт-о-Пренса, а ее похороны прошли 20 февраля в Петьонвиль. Её помнят как одну из первых женщин-художниц на Гаити. В 2016 году она была отмечена среди других женщин-художниц на Феминистском фестивале Nègès Mawon.